# Wassyl Barwinskyj

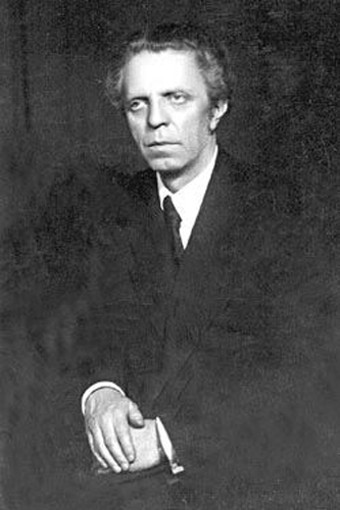
Wassyl Barwinskyj

Wassyl Oleksandrowytsch Barwinskyj (ukrainisch Василь Олександрович Барвінський, russisch Василий Александрович Барвинский Wassili Alexandrowitsch Barwinski; * 20. Februar 1888 in Ternopil, Galizien, Österreich-Ungarn; † 9. Juni 1963 in Lwiw, Ukrainische SSR) war ein ukrainischer Komponist, Pianist, Musikkritiker und -lehrer sowie Dirigent.

## Leben
Wassyl Barwinskyj kam als Sohn des Historikers und ukrainischen Politikers Oleksandr Barwinskyj im damals österreichischen Ternopil zur Welt. Sein Onkel war der Verleger, Historiker, Soziologe und Schriftsteller Wolodymyr Barwinskyj. Wassyl Barwinskyj erhielt 1905/06 seine musikalische Ausbildung unter der Leitung von Vilém Kurz am Konservatorium von Lemberg. Anschließend studierte er an der juristischen Fakultät der Universität Lemberg und im Jahr darauf zog er nach Prag, um dort seine musikalische Ausbildung fortzusetzen. Dort studierte er zwischen 1907 und 1914 an der Philosophischen Fakultät der Karls-Universität und besuchte unter der Leitung von Professor Vítězslav Novák Vorlesungen renommierter tschechischer Musiker. In den 1920er Jahren tourte er mit weiteren Musikern durch den Westen der Ukraine. Zwischen 1915 und 1939 unterrichtete er am Höheren Musikinstitut Lyssenko in Lwiw und war dort später auch Direktor. Eine seiner Schülerinnen dort war Stefanija Turkewytsch, die bei ihm klassische Komposition studierte. 1938 ernannte man ihn zum Ehrendoktor der Ukrainischen Freien Universität in Prag. In den Jahren 1939 bis 1941 und 1944 bis 1948 lehrte er als Professor am Konservatorium von Lwiw. Im Frühjahr 1940 nahm er am Komponistenkongress der UdSSR in Kiew teil. Am 29. Januar 1948 wurde er verhaftet und gemeinsam mit seiner Frau in ein Straflager nach Mordowien deportiert. Nachdem er 1958 entlassen worden war, kehrte er zurück nach Lwiw und versuchte seine vom MGB vernichteten Manuskripte zu rekonstruieren. Er wurde 1964 posthum rehabilitiert. Wassyl Barwinskyj starb 75-jährig in Lwiw und wurde dort auf dem Lytschakiwski-Friedhof bestattet.

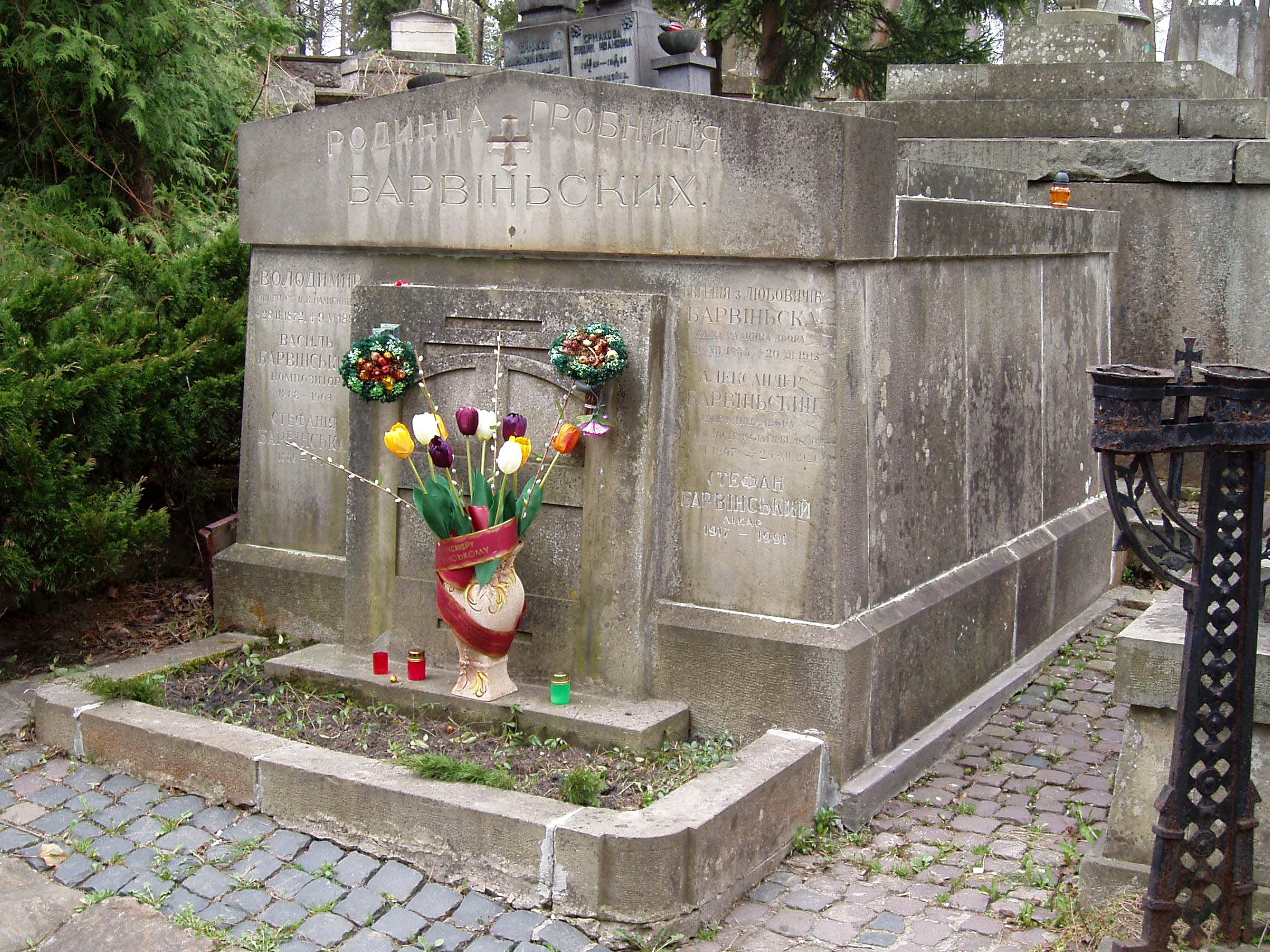
Familiengrabstätte auf dem Lytschakiwski-Friedhof

## Werk
Barwinskyj war ein neoromantischer Komponist, der sich dem Impressionismus zuwandte. Sein Werk war stets von einer sanften Lyrik geprägt. Zu seinen Werken gehören unter anderem Kunstlieder zur Poesie von Iwan Franko, die Ukrainische Rhapsodie für Orchester (1911), die Ukrainische Hochzeit in 2 Teilen (1914), die Kantaten Vermächtnis nach dem gleichnamigen Gedicht von Taras Schewtschenko sowie die Feierliche Kantate zu Ehren des Metropoliten Andrej Scheptyzkyj (1917) und Unser Lied, unsere Sehnsucht nach einem Text von Spyrydon Tscherkassenko (1933).
Kompositionen:

### Für Klavier
- 5 Préludes (1908)
- Prélude nach der Methode von Émile Jaques-Dalcroze (verschollen, 1913)
- Sonate Cis-Dur (1910)
- Ukrainische Suite (1915)
- Variationen über ein eigenes Thema c-Moll (verschollen, 1909)
- Variationen über ein ukrainisches Volksliedthema B-Dur (verschollen, 1917)
- Variationen und Fughetta über ein ukrainisches Thema G-dur (1920)
- Frosch-Walzer (ca.1900-1910)
- Lied. Serenade. Іmprovisation (1911)
- «Schmerz — Kampf, Sieg der Liebe» (1915)
- 6 Miniaturen über ukrainische Volksthemen:: «Wiegenlied», «Ukrainischer Tanz», «Humoreske», «Lіrnytska-Lied», «Dumka», «Маrsch» (1920)
- «Albumblatt» (1929)
- Stücke auf Themen von Volksliedern aus dem Lemkenland: «Wiegenlied», «Lied ohne Worte», «Мarsch» (1932)
- «Unser Sonnenschein spielt Klavier»: Zyklus von 20 Kinderstücken auf Themen ukrainischer Volkslieder (1935)
- Sammlung ukrainischer Volkslieder (1935)
- Sammlung ukrainischer Weihnachtslieder (1935)

### Für Violine und Klavier
- Trauriges Lied (1910–1912)
- Lied (1912–1913)
- Elegie (verschollen, 1925)
- Sonate с-Moll (verschollen, 1925)
- «Ukrainischer Tanz» aus den 6 Miniaturen für Klavier, Arrangement für Violine und Klavier (1925)
- Stücke nach ukrainischen Volksthemen: «Lied», «Humoreske», «Lied und Tanz» (1934–1935)

### Für Cello und Klavier
- Nocturne (1913)
- Variationen auf ein ukrainisches Thema («Та пила Лимериха воду»)(1918)
- Dumka (1926)
- Меlodie (1926)
- Sonate fis-Moll (1926)
- Suite (auf ukrainische Volksmotive): «Gesang», «Humoreske», «Wiegenlied», «Таnz» («Rondo») (1927)
- Кonzert für Violoncello und Klavier (1956)

### Kammer- und Instrumentalensembles
- Klaviertrio а-Moll (1910)
- Klaviertrio es-Moll (verschollen, 1911)
- Streichquartett B-Dur (verschollen, 1912)
- Streichquartett auf Melodien ukrainischer Volkslieder (1935)
- Klavierquintett g-Moll (1953–1963)
- Sextett (Variationen über ein eigenes Thema und Schluss-Kolomyika) für Klavier zwei Violinen, Viola, Violoncello und Kontrabass (1915)

### Orchesterwerke
- Ukrainische Rhapsodie (1911)
- Ouvertüre-Poem (verschollen, 1930)
- Konzert für Klavier und Orchester f-Moll (1917–1937)
- 6 Miniaturen. Arrangement der gleichnamigen Stücken für Klavier für Blaskapelle von P. Sadivnychy und A. Vladimirov
- 6 Miniaturen. Arrangement der gleichnamigen Stücken für Klavier für Kammer- und Salonorchester von E. Brauer

### Vokalsinfonische Werke
- Ukrainische Hochzeit: Vokal-instrumentale ethnographische Bilder für Solistenquartett, gemischten Chor und Orchester oder Klavier zu 4 Händen (1914)
- «Vermächtnis» nach Worten von Taras Schewtschenko für Bass, Chor und Orchester oder Klavier zu 4 Händen (1917)
- «Unser Lied, unsere Sehnsucht» nach Worten von Spyrydon Tscherkassenko für Chor und Orchester (1933)
- «In den ersten Jahren» für Soli, Chor und Orchester (verschollen, 1940)
- «Lied über das Mutterland» nach Worten von Maksym Rylskyj für Chor und Orchester (1940)

### Lied (mit Klavier- oder Orchesterbegleitung)
- «Вечером в хаті» (Abends im Haus) nach Worten von Bohdan Lepkyj (1910)
- «В лісі» (Im Wald) nach Worten von Bohdan Lepkyj (1910)
- «Псалом Давида» (Psalm Davids) nach Worten von Pantelejmon Kulisch (1918)
- «Ой поля, ви, поля» (Oh Felder, ihr Felder) nach Worten von Oleksandr Konyskyj (1923)
- «Ой сумна, сумна темна ніченька» (Oh traurige, traurige dunkle Nacht) nach Volksdichtung (1923)
- «У мене був коханий рідний край» (Ich hatte ein geliebtes Heimatland) nach Worten von Heinrich Heine (1923)
- «Щаслива будь» (Sei glücklich) nach Worten von Bohdan Lepkyj (verloren, 1923)
- «Як любовно невимовна (Колискова)» (Wie unbeschreiblich liebevoll) (Wiegenlied) nach Worten von Hrytsko Chuprynka (1923)
- «Ой люлі, люлі» (Oh lyuli, lyuli) nach Worten von Taras Schewtschenko (1923)
- «Ноктюрн» (Nocturne) nach Worten von Iwan Franko (1923)
- «Сонет (Благословенна будь)» (Sonett: Gesegnet seist du) nach Worten von Iwan Franko (1923)
- «Пісня пісень» (Lied der Lieder) nach Worten von V. Maslova-Stokies für Sopran, Violine und Klavier (1924)
- «Львову» (Lwiw) nach Worten von Maksym Rylskyj (1940)
- «Портрет Леніна» (Portrait Lenins) nach Worten von Maksym Rylskyj (1947)
- «Надія» (Hoffnung) nach Worten von Lessja Ukrajinka (1956)
- «Я засну» (Ich werde einschlafen) nach Worten von Lessja Ukrajinka (1957)
- «І знов весна» (Und wieder Frühling). Duett nach Worten von Lessja Ukrajinka (1957)

### Chorwerke

#### Für gemischten Chor a cappella
- «Шевченкова хата» (Schewtschenkos Haus) nach Worten von Bohdan Lepkyj (1919)
- «Колосися, ниво» nach Worten von Bohdan Lepkyj (1920)
- «Не гнути нам голов» (Beugt nicht den Kopf) nach Worten von Anatol Kurdydyk (verloren, 1935)
- «О краю мій оспіваний» nach Worten von Т. Оdudka (1940)
- «Вітчизні» (Heimatland) nach Worten von Maksym Rylskyj (1959)

#### Für Chor mit Klavierbegleitung
- «Пісня про вибори 1939 р.» (Ein Lied über die Wahlen von 1939) nach Worten von Roman Kuptschynskyj (verschollen, 1940)
- «Співа Західна Україна» (Gesang der Westukraine) nach Worten von Yurii Shkrumeliak (verschollen, 1940)
- «Липневий день свободи» (Juli-Tag der Freiheit) (verschollen, 1940)
- «На ялинку» (Am Weihnachtsbaum) für Kinderchor
- «Пісня радянських школярів» (Lied der sowjetischen Schulkinder)
- «Літо» (Sommer) für Kinderchor